# 오성근
오성근(1965년~ )은 대한민국의 작가이다.

## 생애
오성근은 1965년 충청남도 천안에서 태어났다. 명지대학교 정치외교학과를 졸업하였다. 1999년 지역신문 '과천 21'에서 주관하는 <쓰레기 반으로 줄이기 체험 수기 공모>의 대상 수상을 계기로 KBS-TV, SBS-TV, 라디오, 월간지 등에 알려지게 되었다.
사회 생활을 하고 싶어하는 아내를 위해 직장을 그만두고 전업주부가 되었다. 1999년 출산을 앞둔 아내가 직장을 계속 다니고 싶다는 뜻을 밝히자 아내 대신 육아를 맡기로 하고 퇴직한 뒤 전업주부의 길을 걷기 시작한 것이다. 2003년에 <양성평등>을 주제로 한 제 8회 여성주간 기념식에서 양성평등 사례를 발표하기도 하였다.
'과천 환경운동연합', '과천 문화예술단쳬 협의회', '과천 의제21' 등 여러 단체에서 활동을 하였다. 2007년에 (사)제주여민회가 선정한 '성평등 디딤돌'상을 수상하였다. 전업주부로서 몸소 터득하고 느낀 경험을 바탕으로 대학의 평생교육원 등에서 '결혼준비학'을 강의하였다.
2008년에 '친권 자동 부활' 문제에 이의를 제기하고 사회적 발언을 하였다.

## 저서
- 《매일 아침 밥상 차리는 남자》(신풍엔터프라이즈, 2000년) ISBN 8995049278
- 《Hello 아빠육아》(다산북스, 2007년) ISBN 8991147852

## 상훈
- 2001년 여성신문 주최 '평등부부상'
- 2007년 제주여민회 주최 '성평등 디딤돌상'

## 관련 기사
- 김은성. 11년차 프로 주부 오성근씨 보관됨 2016-03-05 - 웨이백 머신. 여성신문. 2009년 6월 26일.
- 박길자. 남자 전업주부 4인 ‘살림과 육아를 말하다’ 보관됨 2011-11-17 - 웨이백 머신. 여성신문. 2011년 11월 11일.